# Konsumausgaben des Staates
Die Konsumausgaben des Staates (auch Staatsverbrauch oder Staatskonsum genannt) sind ein Aggregat des Bruttoinlandsprodukts in der Verwendungsrechnung der Volkswirtschaftlichen Gesamtrechnung und eine volkswirtschaftliche Kennzahl, welche die Staatsausgaben für Konsumzwecke umfasst.

## Allgemeines
Zusammen mit dem privaten Konsum bildet der Staatskonsum den gesamten Konsum einer Volkswirtschaft. Der gesamte Konsum {\displaystyle C} wiederum ist Teil der gesamtwirtschaftlichen Nachfrage {\displaystyle D}, zu der auch noch der Export {\displaystyle Ex} und die Bruttoinvestitionen {\displaystyle I} gehören:
{\displaystyle D=C+Ex+I}.
Der Staatskonsum wiederum setzt sich aus dem Staatskonsum im engeren Sinne (etwa Personalkosten in der öffentlichen Verwaltung), also einem echten Verbrauch, und den Staatsinvestitionen zusammen.
Das Statistische Bundesamt definiert ihn als „den Wert der Güter, die vom Staat selbst produziert werden - abzüglich selbst erstellter Anlagen und Verkäufe - sowie Ausgaben für Güter, die als soziale Sachtransfers den privaten Haushalten für ihren Konsum zur Verfügung gestellt werden.“

## Bestandteile
Der Staatskonsum ist im Einzelnen im ESVG 2010 definiert. Der Staatskonsum (auch „Eigenverbrauch des Staates“) besteht aus Staatsausgaben, die für Verwaltungsleistungen, die der Allgemeinheit ohne entsprechende unmittelbare Gegenleistung zur Verfügung gestellt werden. Hierzu zählt insbesondere der Individualkonsum:
- Schulwesen,
- Gesundheitswesen,
- Soziale Sicherung (Transferleistungen),
- Sport und Freizeit,
- Kultur,
- Wirtschaft und Politik.

Teilweise fließt der Staatskonsum in
- Bereitstellung von Sozialwohnungen,
- Hausmüll- und Abwasserentsorgung oder in den
- Betrieb von Verkehrsnetzen.

## Kollektivkonsum
Die restlichen Konsumausgaben des Staates bilden den Kollektivkonsum:
- öffentliche Verwaltung der Gesellschaft,
- Gewährleistung von Sicherheit und Landesverteidigung,
- Aufrechterhaltung der öffentlichen Ordnung und Gesetzgebung,
- Aufrechterhaltung der öffentlichen Gesundheit,
- Umweltschutz,
- Forschung und Entwicklung oder
- Infrastruktur und Wirtschaftsförderung.

## Staatsquote
Die Staatsausgaben fließen auch in die Staatsquote ein, die das Verhältnis zwischen den Staatsausgaben und dem Bruttoinlandsprodukt wiedergibt. Die Staatsausgaben {\displaystyle G} setzen sich dabei aus dem Staatskonsum {\displaystyle C_{G}}, den Investitionen des Staates {\displaystyle I_{G}}, den Zinsausgaben {\displaystyle Z} und den Ausgaben für Sozialtransfers und Subventionen {\displaystyle S} zusammen:
{\displaystyle G=C_{G}+I_{G}+Z+S}.
Die Staatsquote ist ein Indikator für die Staatstätigkeit in einer Volkswirtschaft, gemessen am Bruttoinlandsprodukt. Erhöht der Staat dem Staatskonsum bei sonst konstanten Verhältnissen, so erhöht sich auch die Staatsquote.